# Spodnja Dobrava, Radovljica
Spodnja Dobrava je naselje v Občini Radovljica, del krajevne skupnosti Srednja Dobrava.